# Adiato Diallo Nandigna
Adiato Diallo (Djaló) Nandigna (* 6. November 1958) ist eine Politikerin aus Guinea-Bissau.

## Biografie
Zwischen April 2007 und August 2008 war Nandigna, die Mitglied der Partido Africano da Independência da Guiné e Cabo Verde (PAIGC) ist, Ministerin für Kultur, Jugend und Sport in der Regierung von Premierminister Martinho Ndafa Kabi und war damit eine von fünf Frauen in der Regierung.
Am 7. Januar 2009 wurde sie zur Ministerin für Auswärtige Angelegenheiten, Internationale Kooperation, Gemeinschaften und Diaspora in das Kabinett von Premierminister Carlos Gomes Júnior berufen. Außerdem war sie Ministerin im Amt des Präsidenten des Ministerrates und damit engste Vertraute von Premierminister Gomes Júnior.